# Coliath
Die Burg Coliath oder la Colée (arabisch قلعة القليعات, DMG Qalʿat al-Qulaiʿāt) ist die Ruine einer Kreuzfahrerburg bei Qlaiaat im Libanon.

## Geschichte
Die kleine Burg ist in einer Ebene gelegen und ca. 2 km von der Küste entfernt. Sie gehörte zur Grafschaft Tripolis und sicherte die Straße zwischen Tartus und Tripolis, zusammen mit der ca. 5 km weiter südlich gelegenen Burg Arqa.
Die Burg wird erstmals 1127 urkundlich erwähnt, als Graf Pons von Tripolis die Burg dem Hospitaliterorden vermachte. Der Ayyubiden-Sultan al-Adil eroberte die Burg 1207 und ließ sie schleifen. Von den Kreuzfahrern zurückerobert und wiederhergestellt, wurde sie im Sommer 1266 vom Mamluken-Sultan Baibars eingenommen, der die Burg in Vorbereitung für die Eroberung von Tripolis endgültig zerstören ließ. 
Die Burg hatte eine quadratische Grundmauer mit aus dieser herausragenden quadratischen Türmen und großen Gewölbehallen auf der Innenseite.